# Божићна звезда (биљка)
Божићна звезда (лат. Euphorbia pulcherrima или Poinsettia) биљка је из породице Euphorbiaceae или млечика, пореклом из Мексика, Јужне Америке, позната као божићни украс. Почетком 19. века, тачније 1828. године биљка данас позната као Божићна звезда је стигла на подручје Северне Америке. За то је заслужан Џоел Робертс Појнсет и управо у његову част, ова биљка добија и други латински назив Poinsettia, поред првобитног Euphorbia pulcerrima. Постојбина ове биљке је територија Јужне Америке и неких делова Африке. Претпоставља се да примарни латински назив потиче од омиљеног лекара Јубе, нумидијског краља, који се звао Euforbs (Euphorbs). Наиме, према предању је управо он први употребио сок Божићне звезде за лечење, иако се он сматра отровним. Иако се често наводи да је веома токсична, божићна звезда није опасна за кућне љубимце или децу. Излагање биљци, чак и конзумација, најчешће нема ефекта, иако може изазвати мучнину, повраћање или дијареју.

## Опис
Спада међу лепе еуфорбије које цветају зими. Цвет није толико леп као горњи листови који га окружују, тј. прилисци (брактеје) , и које су обојени дивном црвеном бојом у време цветања. Листови су овални и при крају оштри. Ово је декоративна и лепа биљка. Доњи листови су тамнозелени.
У природном станишту грм нараста и до 5 метара, иначе је висине од 0.5 до 4 м. Божићна звезда има ситне жуте цветиће који су окружени листовима-брактејама црвене, беле и ружичасте боје, а на почетку је постојала само врста интензивних црвених листова. Брактеје су обојени листови који се у јесен појављују на врховима стабљика и могу бити и до 25 центиметара дугачки.

## Нега биљке
Божићна звезда је фотопериодична биљка која захтева карактеристичну и дуготрајну негу, идеална температура је од 12 до 25 °C, а оптимална температура за време цветања је између 15 - 18 °C. Потребна је велика влажност ваздуха, због тога је треба заливати сваки дан, пазећи притом да листови и цветови остану незаливени, залива се само зелени део биљке. Најбоље успева довољно уколико је удаљена од извора топлоте. Осетљива је на хладну воду.
До 1950, ова биљка се није могла држати у кући - чим би дошла на суви ваздух, сви би листови попадали. Године 1950, Пол Еке из Калифорније развио је врсту која може да успе и у собним условима и на и нижим температурама. Имао је годинама монопол, јер није открио тајну, док 1990—их година један професор није открио феномен и објавио свима.
Све биљке из породице Euphorbiaceae садрже млечни сок који се излучује из биљке при оштећењу или орезивању. Сок је отрован и надражује кожу, а треба пазити да не дође у додир с очима. Ако се прогута, може изазвати дијареју.

## Орезивање биљке
Кад отпадну листови, орезати биљку на 15 цм висине, изнад кореновог чвора (место гранања) да би се омогућило цветање наредне године. После периода мировања и орезивања (до маја) Божићна звезду треба пресадити у мешавину земље за цвеће, тресета и песка у односу 3:1:1. Поново је потребно пресадите 4-6 недеља пре цветања. Током пролећа и лета неопходно је прихрањивање биљке. У септембру се Божићна звезда износи на светло место и престаје да се прихрањује. Да би се подстакло цветање, крајем октобра биљку треба прекрити тамним платном у трајању од најмање 14 сати (од вечери до поднева наредног дана).

## Легенде о настанку Божићне звезде
Постоје две легенде о настанку Божићне звезде:
- Мексичка легенда
- Астечка легенда

### Мексичка легенда
Према старој мексичкој легенди, прва Божићна звезда настала је из молитве двоје сеоске деце, девојчице Марије и њеног млађег брата Пабла. Били су толико сиромашни, да нису могли да купе поклон малом Исусу. На Бадњи дан, на путу у цркву, убрали су букет пољског биља уместо поклона. Када су убране биљке ставили око колевке, њихови зелени листови претворили су се у сјајно црвене латице.

### Астечка легенда
Према другој легенди, лепоту дугује астечкој богињи којој је због несретне љубави, препукло срце. Из капљица њене крви израстао је ватрени цвет јаркоцрвене боје окружен зеленим листовима.

## Хемијски састав
Пулчерол и пулчерил ацетат су међу компонентама латекса. Тритерпени се налазе у надземном делу ове биљке укључујући латекс и листове. Један од тритерпеноидних скелета се истражује као основа за лекове за Алцхајмерову болест.

## Токсичност
Млечика је отровна биљка, јер у свим деловима садржи отровни млечни сок. Токсичност потиче од отровног састојка еуфорбина, а то је анхидрид еуфорбијске киселине. Суве биљке су много мање отровне од свежих. Млечика има особину акумулирања већих количина селена у свом телу. Количина селена у биљци, зависи од садржаја у земљишту. Токсични састојци који се налазе у млечном соку млечике изазивају запаљење коже. Такође и утичу на боју, мирис и укус млечних производа.
Популарно се, иако нетачно, каже да су божићне звезде токсичне за људе и друге животиње. Ову заблуду проширила је урбана легенда из 1919. о двогодишњем детету које је умирло након што је конзумирало лист божићне звезде. Године 1944, биљка је укључена у књигу Х. Р. Арнолда Отровне биљке Хаваја на овој премиси. Иако је Арнолд касније признао да је прича била из друге руке и да није доказано да су божићне звезде отровне, биљка је стога сматрана смртоносном. Године 1970, Америчка управа за храну и лекове објавила је билтен у коме је погрешно наведено да „један лист божићне звезде може да убије дете“, а 1980. им је забрањено да уђу у старачке домове у округу у Северној Каролини због ове наводне токсичности.
Покушај да се одреди отровна доза божићне звезде за пацове није успео, чак и након достизања експерименталних доза које су еквивалентне конзумирању 500 листова, или скоро 1 kg сока. Контакт деце или кућних љубимаца са било којим делом биљке често нема ефекта, иако може изазвати мучнину, дијареју или повраћање ако се прогута. Спољашње излагање биљци може код неких довести до осипа на кожи. Истраживање са више од 20.000 позива Америчком удружењу центара за контролу тровања у периоду од 1985. до 1992. у вези са изложеношћу божићној звезди није показало смртне случајеве. У 92,4% позива није било ефекта изложености, а у 3,4% позива било је мањих ефеката, дефинисаних као „минимално сметајући”. Слично томе, изложеност мачке или пса божићној звезди ретко захтева медицински третман. Ако се прогута, може доћи до благог балављења или повраћања, или ретко до дијареје. У ретким случајевима, излагање оку може довести до иритације ока. Излагање коже соку може изазвати свраб, црвенило или оток. Ова биљка може да изазове астму и алергијски ринитис код одређених група људи.